# Sorbetbekertjes
De sorbetbekertjes (Calycella syringa) is een hydroïdpoliep uit de familie Campanulinidae. De soort werd, als Sertularia syringa, in 1767 beschreven door Linnaeus.